# Albert Ehrhard
Pour les articles homonymes, voir Ehrhard.
Albert Ehrhard, né le 14 mars 1862 à Herbitzheim (Bas-Rhin) et mort le 23 septembre 1940 à Bonn, est un prêtre catholique allemand d'origine alsacienne qui est érudit et auteur de nombreux ouvrages d'histoire de l'Église, en particulier de l'Église primitive, et de théologie, notamment sur la patristique.

## Biographie
Il naît dans la famille d'un instituteur alsacien né à Ergersheim et devient prêtre et, à partir de 1889, professeur au Grand Séminaire de Strasbourg. L'Alsace fait alors partie de l'Empire allemand. Il devient professeur d'histoire de l'Église à l'université de Wurzbourg en 1892, en tant que successeur du cardinal Hergenröther. Il enseigne ensuite à partir de 1898 à la faculté de théologie de l'université de Vienne, dont il devient le doyen un an plus tard. Il succède en 1902 au professeur Franz Xaver Kraus à l'université de Fribourg-en-Brisgau, puis il retourne en 1903 en Alsace et enseigne à Strasbourg. Il participe au Katholikentag de Strasbourg de 1905. Il présente sa thèse le 21 août 1905 en présence des évêques Adolf Fritzen, Willibrord Benzler, Stang (de), sur « La signification de la papauté pour la religion et la culture » (Bedeutung des Papsttums für Religion und Kultur). Rome s'inquiète cependant de certaines de ses conclusions favorables au Reformkatholizismus, à l'époque de la crise moderniste, mais il est reconnu comme exempt de modernisme sous les pontificats de Benoît XV et de Pie XI. Il est recteur en 1911-1912 de l'université de Strasbourg (alors Kaiser-Wilhelms-Universität).
Le P. Ehrhard quitte l'Alsace sa province natale à la fin de la Première Guerre mondiale et s'installe en Allemagne. Il enseigne l'histoire de l'Église de 1920 à 1927 à l'université de Bonn. Il est confirmé dans son titre de prélat de Sa Sainteté en 1922. Il meurt dans cette ville en septembre 1940.

## Œuvres choisies
- Die altchristliche Literatur und ihre Erforschung seit 1881, Fribourg-en-Brisgau, 1894
- Participe à l'ouvrage de Karl Krumbacher, Geschichte der byzantinischen Literature von Justian bis zum Ende des oströmischen Reichs (527-1453), Munich, 1897
- Die altchristliche Literatur und ihre Erforschung von 1884-1900, Fribourg, 1900
- Der Katholizismus und das zwanzigste Jahrhundert im Lichte der kirchlichen Entwicklung der Neuzeit, Vienne, 1901
- Das Mittelalter und seine kirchliche Entwicklung, Mayence/Munich, 1908
- Die historische Theologie und ihre Methode, Düsseldorf, 1922
- Die Kirche der Märtyrer, Munich, 1932
- Urkirche und Frühkatholizismus, Bonn, 1935
- Überlieferung und Bestand der hagiographischen und homiletischen Literatur der griechischen Kirche;
  - Von den Anfängen bis zum Ende des 16. Jahrhunderts. - Teil 1, Die Überlieferung Bd. 1. In Texte und Untersuchungen zur Geschichte der altchristlichen Literatur, TU 50, 1937
  - Teil 1, Die Überlieferung Bd. 2, TU 51, 1938
  - Teil 1, Die Überlieferung Bd. 3,1, TU 52,1, 1943
  - Teil 1, Die Überlieferung Bd. 3,2, TU 52,2, 1952